# Sokolniki (gmina w województwie lwowskim)
Sokolniki – dawna gmina wiejska w powiecie lwowskim województwa lwowskiego II Rzeczypospolitej (1934–1939), a także jednostka podziału administracyjnego Generalnego Gubernatorstwa w latach 1941–1944, wchodząca w skład dystryktu galicyjskiego. Siedzibą gminy były Sokolniki.
Gminę utworzono 1 sierpnia 1934 r. w ramach reformy na podstawie ustawy scaleniowej z dotychczasowych gmin wiejskich: Kuhajów, Milatycze, Sokolniki, Sołonka, Wołków, Zagórze i Żyrawka.
W latach 1939–1941 zniesiona, będąc okupowana przez ZSRR, gdzie nie funkcjonowały gminy zbiorowe (vide rejon sokolnicki).
W 1941 roku reaktywowana na skutek wojny niemiecko-radzieckiej, po zajęciu obszaru przez władze hitlerowskie. Gmina weszła w skład powiatu lwowskiego (Kreishauptmannschaft Lemberg), należącego do dystryktu Galicja w Generalnym Gubernatorstwie, gdzie została kardynalnie zmodyfikowana. Większą część obszaru przedwojennej gminy Sokolniki (gromady Kuhajów, Milatycze, Sołonka, Wołków, Zagórze i Żyrawka) włączono do nowo utworzonej gminy Milatycze, po czym przy gminie Sokolniki zostały już tylko same Sokolniki. Jednak utratę zrekompenoswano przez powiekszenie jej o pięć gromad (Basiówka, Hodowice, Maliczkowice, Nagórzany i Nawaria), które przed wojną należały do (niereaktywowanej) gminy Nawaria. Ludność gminy w 1943 roku wynosiła 7753.
| Gmina w Landkreis Lemberg | Miejscowości / gromady                                 | Gmina (II RP) | Powiat (II RP) | Rejon w ZSRR (1939–1941) |
| ------------------------- | ------------------------------------------------------ | ------------- | -------------- | ------------------------ |
| Sokolniki                 | Basiówka, Hodowice, Maliczkowice, Nagórzany i Nawaria  | Nawaria       | lwowski        | sokolnicki               |
| Sokolniki                 | Sokolniki                                              | Sokolniki     | lwowski        | sokolnicki               |
| Milatycze                 | Kuhajów, Milatycze, Sołonka, Wołków, Zagórze i Żyrawka | Sokolniki     | lwowski        | sokolnicki               |
| Milatycze                 | Podciemne                                              | Krasów        | lwowski        | szczerzecki              |
| Milatycze                 | Czerepin, Siedliska i Tołszczów                        | Dawidów       | lwowski        | winnikowski              |

Po II wojnie światowej obszar gminy został włączony do Ukraińskiej SRR.